# António Thomaz Santos de Barros
António Thomaz Santos de Barros (San Paolo, 2 maggio 1986) è un calciatore brasiliano, centrocampista dell'Ind. Petrolero.

## Caratteristiche tecniche
È un esterno sinistro.

## Palmarès
- Campionato boliviano: 1

Wilstermann: 2015-2016 (C)